# Heinrich Theodor Menke
Heinrich Theodor Menke (né le 24 mai 1819 à Brême et décédé le 14 mai 1892) est un géographe allemand. Il est connu pour ses travaux en géographie historique.
Après avoir étudié la théologie et la philologie à l'Université de Bonn, il obtient son doctorat en 1842 à l'Université de Halle avec une thèse sur l'ancien pays de Lydie.
Par la suite, il édite des ouvrages et atlas de référence dont la troisième édition de l'atlas de Karl Spruner von Merz :  Hand-Atlas für die Geschichte des Mittelalters und die neueren Zeit.
L'archipel des Menkeøyane, au Svalbard, est nommé ainsi en son honneur.